# Челопек (Старо Нагоричанe)
Челопек (мкд. Челопек) је насеље у Северној Македонији, у северном делу државе. Челопек припада општини Старо Нагоричане.

## Географија
Челопек је смештен у северном делу Северне Македоније. Од најближег града, Куманова, село је удаљено 15 km североисточно.
Село Челопек се налази у историјској области Средорек, у долини реке Пчиње, на око 450 метара надморске висине. Западно од села се издиже планина Рујен.
Месна клима је континентална.

## Историја
Помиње се место у време српског цара Душана 1337-1346. године. Постојала су два дела насеља; у утврђеном Горњем Челопеку пре доласка Турака становао је са дружином богати властелин Јорго Војвода. Војвода се није успео одупрети Турцима 1389. године и пострадао је.
У селу је фебруара 1896. године пописано 15 српских кућа.
У месту је 1900. године прослављена школска слава Св. Сава у српској цркви и школи. Светосавску беседу је изговорио парох поп Стеван Стајковић.
На вису више Челопека одиграла се на Велику суботу 16/29 априла 1905. године чувена борба између српских четника и турске војске, коју су предводили реформни официри, а којој су притекли у помоћ Арнаути из околних села Сушева и Мутилова. У борби је учествовало неколико српских чета са око 120 четника, под командом војвода Доксима Михаиловића, Чича Павла Младеновића, Аксентија Бацетовића, Лазара Кујунџића,Саватија Милошевића, Борка Паштровића,Ђорђа Ристића Скопљанчета, и Војислава Танкосића . Захвативши сва три врха Челопечког виса, четници су имали стратешку предност и после победоносне борбе нанели су тешке губитке Турцима и Арнаутима (преко 200 мртвих и рањених), док су сами имали свега два мртва. У борби погинули су потпоручник Петар Тодоровић и четник Радул Косовац.
21. јануарa 1906. године на истом вису, такође у борби с турском војском, војвода Василије Трбић је изгубио скоро целу своју чету (22 четника). Било је то услед дојаве Арнаута, а преживео је Трбић са само двојицом четника.
Године 1926. покренута је акција за подизање споменика на славни бој из 1905. Тада су српске комите победиле Турке, али страдало је притом велика чета српских родољуба. У Одбору за подизање достојног споменика налазио се славни др Арчибалд Рајс, који је преко листа "Политике", позвао народ да приложи за градњу споменика у Челопеку.

## Становништво
Челопек је према последњем попису из 2002. године имао 283 становника.
Огромна већина становништва у насељу су етнички Македонци (97%), а остало Срби.
Претежна вероисповест месног становништва је православље.